# Сент-Джозеф (округ, Мичиган)
Сент-Джо́зеф (англ. Saint Joseph County) — округ в штате Мичиган, США. Официально образован в 1829 году. По состоянию на 2010 год, численность населения составляла 61 295 человека.

## География
По данным Бюро переписи США, общая площадь округа равняется 1 349,780 км2, из которых 1 304,636 км2 суша и 17,430 км2 или 3,340 % это водоёмы.

## Население
По данным переписи населения 2010 года в округе проживает 61 295 жителей в составе 23 244 домашних хозяйств и 16 275 семей. Плотность населения составляет 47,30 человек на км2. На территории округа насчитывается 27 778 жилых строений, при плотности застройки около 21,40-ти строений на км2. Расовый состав населения: белые — 88,00 %, афроамериканцы — 2,50 %, коренные американцы (индейцы) — 0,40 %, азиаты — 0,70 %, гавайцы — 0,00 %, представители других рас — 6,60 %, представители двух или более рас — 0,10 %. Испаноязычные составляли 0,00 % населения независимо от расы.
В составе 33,00 % из общего числа домашних хозяйств проживают дети в возрасте до 18 лет, 52,60 % домашних хозяйств представляют собой супружеские пары проживающие вместе, 11,70 % домашних хозяйств представляют собой одиноких женщин без супруга, 30,00 % домашних хозяйств не имеют отношения к семьям, 0,00 % домашних хозяйств состоят из одного человека, 0,00 % домашних хозяйств состоят из престарелых (65 лет и старше), проживающих в одиночестве. Средний размер домашнего хозяйства составляет 2,60 человека, и средний размер семьи 3,08 человека.
Возрастной состав округа: 25,90 % моложе 18 лет, 8,10 % от 18 до 24, 23,80 % от 25 до 44, 27,40 % от 45 до 64 и 27,40 % от 65 и старше. Средний возраст жителя округа 39 лет. На каждые 100 женщин приходится 97,90 мужчин. На каждые 100 женщин старше 18 лет приходится 95,90 мужчин.
Средний доход на домохозяйство в округе составлял 43 964 USD, на семью — 52 600 USD. Среднестатистический заработок мужчины был 30 517 USD против 16 388 USD для женщины. Доход на душу населения составлял 19 737 USD. Около 1,80 % семей и 16,30 % общего населения находились ниже черты бедности, в том числе — 22,30 % молодежи (тех, кому ещё не исполнилось 18 лет) и 12,30 % тех, кому было уже больше 65 лет.